# Octobre 1977

## Événements
- 1er octobre 1977 :
  - Pakistan : le régime en place interdit toute activité politique.
  - URSS et États-Unis : déclaration commune reconnaissant les « droits légitimes du peuple palestinien ». Le communiqué américano-soviétique appelle à la tenue de la conférence de Genève, au retrait des forces israéliennes des territoires occupés en 1967, au respect des droits légitime des Palestiniens. Carter doit reconnaître un droit de veto à Israël sur la participation des Palestiniens à la conférence.
  - Dernière victoire de Marseille à Bordeaux (record long de quarante-quatre[1] ans).

- 2 octobre, Automobile : 
  - Formule 1 : Grand Prix automobile de la côte Est des États-Unis.
  - L'Autrichien Niki Lauda est sacré champion du Monde de Formule 1.

- 7 octobre :
  - RDA : des manifestations anti-communistes perturbent la fête du 21e anniversaire de la République. La police procède à de nombreuses arrestations.
  - Nouvelle constitution de l'URSS.

- 8 octobre (Rallye automobile) : arrivée du Rallye Sanremo.

- 9 octobre :
  - Danse : à Paris, première représentation du ballet la Tétralogie de Carolyn Carlson.
- Formule 1 : Grand Prix automobile du Canada.

- 10 octobre, Maroc : l’Istiqlal, parti d'opposition, rentre dans le nouveau gouvernement d’Ahmed Osman.

- 11 octobre, Yémen du Nord : le président de la République, Ibrahim al-Hamdi, est assassiné lors du coup d’État militaire qui porte au Ahmad al-Ghashmi au pouvoir.

- 12 octobre, France : début d'une visite officielle de deux jours du président yougoslave Tito. Ses entretiens avec Valéry Giscard d'Estaing porteront entre autres sur le tiers-monde.

- 13 octobre :
  - RFA : détournement par deux hommes et deux femmes d'un avion de la Lufthansa (ligne Majorque-Francfort). Les pirates réclament la libération de onze prisonniers allemands et deux turcs.
  - France : Rodolph Flükiger est retrouvé mort.

- 14 octobre : loi d’amnistie générale en Espagne. Retour des exilés (Dolores Ibárruri dite la Passionaria, Enrique Lister…).

- 18 octobre :
  - Somalie : libération des otages de l'avion Landshut de la Lufthansa, une unité spéciale de la police des frontières ouest-allemande (le GSG 9) réussit à libérer l'appareil, posé à Mogadiscio, le lendemain de l'assassinat du pilote par les pirates. Trois des preneurs d'otages mourront au cours de l'engagement, seule Suhaïla Sayeh, 22 ans, survit.
  - RFA : la « bande à Baader » : les cadavres d'Andreas Baader, Jan-Carl Raspe (tous deux tués par balle) et Gudrun Ensslin (pendu) sont retrouvés à la prison de Stuttgart-Stammheim où ils étaient incarcérés. Quant à Irmgard Möller, autre militante de la RAF, elle est retrouvée grièvement blessée. L'enquête officielle conclura à des suicides combinés avec l'échec de la prise d'otage de l'avion Landshut de la Lufthansa, la libération des quatre prisonniers ayant originellement été demandée par les preneurs d'otages. Le témoignage d'Irmgard Möller appuie la thèse des assassinats.
  - Sciences : l'astronome Charles T. Kowal découvre 2060 Chiron, premier astéroïde transsaturnien.

- 19 octobre : 
  - assassinat d'Hanns-Martin Schleyer par la Fraction armée rouge. Il est retrouvé mort près de Mulhouse.
  - Sortie de La guerre des étoiles, réalisé par George Lucas. Le premier film de la saga Star Wars, qui deviendra la saga cinématographique la plus populaire de tous les temps.

- 20 octobre :
  - France : le conseil interministériel décide de créer un musée du XIXe siècle.
  - États-Unis : crash d’un avion transportant le groupe Lynyrd Skynyrd faisant 6 morts dont le chanteur Ronnie Van Zant, le guitariste Steve Gaines et la choriste Cassie Gaines.
  - États-Unis : premier atterrissage du Concorde à New York.

- 22 octobre, France : six attentats sont commis contre des émetteurs-récepteurs, privent la Bretagne et la Normandie de télévision.

- 23 octobre (Formule 1) : Grand Prix automobile du Japon.

- 25 octobre, France : décès de Félix Gouin, homme politique français, ancien président du gouvernement provisoire.
- 26 octobre : date officielle d'éradication la variole, alors qu'on a détecté en Somalie le dernier cas de variole d'origine naturelle.

- 27 octobre, CEE : à Florence, le Britannique Roy Jenkins, président de la Commission européenne, propose un nouveau dispositif monétaire, une monnaie unique pour les neuf pays de l'Union et un budget communautaire d'un montant de 10 % de chaque PIB.

- 29 octobre, Pologne : pour la première fois depuis vingt ans, le secrétaire général du POUP Edward Gierek et le cardinal Wyszinski se rencontrent.

- 30 octobre, France : mort de Lucien Melyon, poignardé par un vigile à l'entrée d'un concert.

## Naissances
- 1er octobre : Christian Carlassare, religieux missionnaire et évêque catholique italien.
- 5 octobre : Vincent Parisi, ju-jitsuka, consultant sportif et chroniqueur français.
- 6 octobre : Francis X. Suarez, personnalité politique américaine.
- 7 octobre: 
  - Lapo Elkann, entrepreneur italien.
  - Ivan Gavalugov, homme politique bulgare.
- 11 octobre : Hardeep Singh Nijjar, militant politique et religieux indien († 18 juin 2023).
- 12 octobre : 
  - Bode Miller, skieur américain.
  - Jessica Barker, actrice québécoise.
- 13 octobre : Paul Pierce, joueur de basket-ball américain
- 14 octobre : Tania Young, animatrice de télévision française.
- 15 octobre : 
  - David Trezeguet, footballeur français.
  - Pascale de La Tour du Pin, journaliste française.
- 16 octobre : John Mayer, musicien et chanteur américain.
- 18 octobre : Fayo, chanteur et auteur canadien († 30 septembre 2024).
- 19 octobre : Louis-José Houde humoriste québécois.
- 20 octobre : Hun Manet, Militaire cambodgien.
- 28 octobre : Élé Asu, journaliste franco-nigérienne.
- 31 octobre : Séverine Ferrer, présentatrice télé et actrice française.

## Décès
- 11 octobre : Jean Duvieusart homme politique belge (° 10 avril 1900).
- 14 octobre : Bing Crosby, chanteur et acteur américain (° 3 mai 1903).
- 20 octobre :
  - Cassie Gaines, choriste du groupe rock Lynyrd Skynyrd.
  - Steve Gaines, guitariste du groupe rock Lynyrd Skynyrd.
  - Ronnie Van Zant, chanteur du groupe rock Lynyrd Skynyrd.
- 22 octobre : Julien Delbecque, coureur cycliste belge (° 22 octobre 1903).
- 23 octobre : Victor Linart, coureur cycliste belge (° 26 mai 1889).
- 25 octobre : Félix Gouin, homme politique français, ancien président du gouvernement provisoire.
- 30 octobre, Pierre Collet, acteur de cinéma français.